# Kōsei Kitauchi
Kōsei Kitauchi (japanisch 北内 耕成 Kitauchi Kōsei; * 25. April 1974 in der Präfektur Kochi) ist ein ehemaliger japanischer Fußballspieler.

## Karriere
Kitauchi erlernte das Fußballspielen in der Schulmannschaft der Minamiuwa High School und der Universitätsmannschaft der Hannan-Universität. Seinen ersten Vertrag unterschrieb er 1997 bei den Sagan Tosu. Der Verein spielte in der zweithöchsten Liga des Landes, der J2 League. Für den Verein absolvierte er 157 Spiele. Ende 2002 beendete er seine Karriere als Fußballspieler.